# İsa Ertürk
İsa Ertürk (* 17. Juli 1955 in Ankara) ist ein ehemaliger türkischer Fußballspieler und -trainer. Ertürk erreichte mit den meisten seiner Vereine wichtige Erfolge und wird daher von einigen Vereinen und Fangruppen als einer der wichtigsten Spieler ihrer Vereinsgeschichte angesehen. Durch seine langjährige Tätigkeit für Adanaspor wird er am stärksten mit diesem Verein assoziiert. Zu seiner aktiven Zeit zählte er zu den wichtigsten Spielmachern im türkischen Fußball.

## Spielerkarriere
Die Anfänge Ertürks Fußballkarriere sind kaum dokumentiert. Laut eigenen Angaben spielte er in der westtürkischen Stadt Eskişehir, ehe er als Amateurspieler der Jugend des Zweitligisten Kütahyaspor beitrat. 1971 begann er für die Profimannschaft Kütahyaspors zu spielen. Da er hier auch für die türkische U-18-Nationalmannschaft zu spielen begann und in der Liga trotz seines jungen Alters zu überzeugen wusste, wechselte er bereits nach einem Jahr zum Erstligisten Altay Izmir. Für diesen Klub spielte er ebenfalls nur eine Spielzeit lang.
Im Sommer 1973 heuerte er beim Ligarivalen Adanaspor an. Hier stieg er schnell zum Stammspieler und Leistungsträger auf. Seine erste Saison mit diesem Klub beendete er auf dem 7. Tabellenplatz, wodurch die bis dato beste Erstligaplatzierung erreicht wurde. In der nächsten Spielzeit, der Spielzeit 1974/75, wurde gar der 4. Tabellenplatz erreicht und somit die Vereinsbestmarke weiter ausgebaut. Ertürk überzeugte als Spielmacher seiner Mannschaft und trug mit Mitspielern wie Mehmet Akpınar und Reşit Kaynak erheblich zu diesem Erfolg bei. Durch seine Leistungen in dieser Saison stieg er zum türkischen U-21-Nationalspieler auf. In der darauffolgenden Saison wurde dieser Erfolg wiederholt. Ertürk steigerte seine Leistungen erneut, wurde mit zehn Ligatoren der erfolgreichste Torschütze seiner Mannschaft und stieg zum A-Nationalspieler auf. Durch diesen 4. Platz qualifizierte sich zudem Ertürks Mannschaft zum ersten Mal in der Vereinsgeschichte mit dem UEFA-Pokal für einen europäischen Pokalwettbewerb. In diesem Wettbewerb kam bereits in der ersten Runde gegen den österreichischen Vertreter SV Austria Salzburg das Turnieraus. Obwohl Ertürk selbst weiterhin überzeugende Leistungen zeigte und zu einem dauerhaften Nationalspieler wurde, lief es für seine Mannschaft in der Liga nicht wie erwartet. Nachdem der Verein in die Abstiegszone gerutscht war, gelang erst am letzten Spieltag wegen des besseren Torverhältnisses der Klassenerhalt. In der darauffolgenden Saison verbesserte sich die Mannschaft und wiederholte zum Saisonende mit dem 4. Tabellenplatz die bis dato gültige Vereinsbestmarke.
Als einer der begehrtesten Spieler der 1. Lig wechselte Ertürk im Sommer 1979 innerhalb der Liga zu Zonguldakspor, einen weiteren aufstrebenden anatolischen Verein. Bei diesem Klub bildete er mit den Stürmern Sinan Alayoğlu und Ömer Kaner ein erfolgreiches Offensivtrio. In der nächsten verloren diese beiden Stürmer ihre Spieleinsätze an Ayhan Akbin und Reşit Koşar. Mit diesen Stürmern trug Ertürk erheblich dazu bei, dass der Verein die Saison auf dem 3. Tabellenplatz beendete und die bis heute gültige beste Erstligaplatzierung der Klubhistorie erreichte.
Nach der erfolgreichen letzten Saison bemühten sich Fenerbahçe Istanbul um eine Verpflichtung Ertürks. Nachdem sich die Istanbuler mit Zonguldakspor um die Ablösesumme geeignet hatten, wechselte Ertürk im Sommer 1980 zu Fenerbahçe. Mit den Istanbulern nahm er am vorsaisonalen Pokalwettbewerb des TSYD-Istanbul-Pokals teil und konnte diese Trophäe gewinnen. Nach dem Saisonbeginn schaffte er bei diesem Klub trotz der hohen Konkurrenz innerhalb des Mannschaftskaders auf Anhieb den Sprung in die Stammelf. Am Saisonende wurde er zusammen mit Raşit Çetiner mit sechs Toren der erfolgreichste Torschütze seines Vereins. Die Mannschaft selbst erlebte eines seiner schwächsten Spielzeiten, spielte zuletzt gegen den Abstieg und erreichte den Klassenerhalt am letzten Spieltag aufgrund des besseren Torverhältnisses. In der nächsten Saison steigerte sich die Mannschaft, spielte lange Zeit um die Tabellenspitze mit und beendete die Saison schließlich auf dem 3. Tabellenplatz. Während des Saisonverlaufs konnte als einziger Titel in dieser Spielzeit der Marinepokal gewonnen werden. Ertürk nahm zwar in seiner dritten Saison für die Blau-Gelben am vorsaisonalen Vorbereitungscamp teil, wurde aber in dessen Anschluss vom neuen Cheftrainer Branko Stanković aus dem Mannschaftskader aussortiert und auf die Verkaufsliste gesetzt.
Nachdem er Fenerbahçe nicht mehr im Mannschaftskader erwünscht war, wechselte Ertürk vor dem Saisonstart zum Erstliganeuling Mersin İdman Yurdu. Mit dieser Mannschaft erreichte er das erste Mal in der Vereinsgeschichte das Finale im türkischen Fußballpokal. Im Finale unterlag die Mannschaft ausgerechnet Ertürks altem Arbeitgeber Fenerbahçe. Da der Klub aber in der Liga den Klassenerhalt verfehlte, ging Ertürk mit der Mannschaft in die Türkiye 2. Futbol Ligi. Weil der Pokalsieger Fenerbahçe auch die Saison als türkischer Meister abgeschlossen hatte, nahmen sie in der nächsten Saison am Europapokal der Landesmeister teil. Als Pokalfinalist nahm dann Mersin İY am Europapokal der Pokalsieger teil. Hier scheiterte die Mannschaft bereits in der ersten Runde an Spartak Warna.
Nachdem Mersin İY zum Sommer 1984 den direkten Wiederaufstieg in die 1. Lig verfehlt hatte, wechselte Ertürk für die kommende Saison zu seinem früheren Klub Altay Izmir. Für den westtürkischen Vertreter spielte r die zwei Spielzeiten durchgängig als Stammspieler und wechselte für die Saison 1986/87 zum Zweitligisten Konyaspor. Bei diesem Klub etablierte sich Ertürk als Stammspieler und sorgte als Spielmacher dafür, dass sich der Verein über die gesamte Spielzeit mit Sakaryaspor einen Kopf-an-Kopf-Rennen um die Zweitligameisterschaft leistete. Am letzten Saisontag beendete Konyaspor die Saison punktgleich zu Sakaryaspor, aber aufgrund der um drei Tore schlechteren Torbilanz als Vizemeister und verfehlte so den ersehnten Aufstieg in die 1. Lig.
Nach dem knapp verfehlten Aufstieg mit Konyaspor, wechselte Ertürk im Sommer 1987 zum Ligarivalen Zeytinburnuspor. Mit den Istanbulern lieferte ersch ausgerechnet gegen seine alten Klub Konyaspor einen Wettlauf um die Tabellenspitze. Am Saisonende hatte er mit seinem Klub mit einem Fünfpunkteabstand das nachsehen gegenüber Konyaspor und wurde Vizemeister. In der Spielzeit 1988/89 bildete er zusammen mit den neu verpflichteten Stürmern Uğur Kiremitçi und Gürsel Hattat ein sehr erfolgreiches Offensivtrio. Am Saisonende trugen diese drei Spieler mit insgesamt 48 Ligatoren erheblich dazu bei, dass ihre Mannschaft mit 85 Punkten und einer Punktedifferenz von 19 Punkten zum Zweitplatzierten Denizlispor die Saison als Meister beendete. In dieser Spielzeit stellte Ertürk mit seiner Mannschaft bzgl. Tor- und Punkteanzahl einen neuen Ligarekord auf und verbesserte die bisherige Bestmarke von Göztepe Izmir aus der Spielzeit 1977/78.
Nach dieser Saison entschied sich Ertürk dafür, seinen Fußballspielerkarriere zu beenden. Zu diesem Zweck organisierte er ein am 9. August 1989 im Inönü-Stadion ausgetragenes Abschiedsspiel, in dem seine letzte Mannschaft Zeytinburnuspor gegen Trabzonspor spielte.

### Nationalmannschaft
Ertürks Nationalmannschaftskarriere begann während seiner Zeit bei Kütahyaspor mit einem U-18-Länderspiel gegen die U-18-Auswahl Jugoslawiens. Für diese Nationalelf spielte er bis ins Jahr 1973.
Nachdem bei Adanaspor auf sich aufmerksam gemacht hatte, wurde er 1975 das erste Mal für die Türkische U-21-Nationalmannschaft nominiert. Im gleichen Jahr absolvierte er alle seine drei U-21-Länderspiel.
Ertürk wurde im Rahmen eines Testspiels gegen die irakische Nationalmannschaft vom türkischen Nationaltrainer Coşkun Özarı in den Kader der türkischen Nationalmannschaft berufen und gab in dieser Begegnung A-Länderspieldebüt. Nach dieser Partie gehörte er drei Jahre lang zu den oft nominierten Nationalspielern.
Sein letztes Länderspiel absolvierte er am 7. Oktober 1981 gegen Nationalmannschaft der UdSSR. Insgesamt spielte er 14 Mal für die Türkische A-Nationalmannschaft und erzielte dabei ein Tor.

## Trainerkarriere
Nach dem Ende seiner Spielerkarriere wechselte Ertürk ins Trainerfach. Als erste belegte Trainertätigkeit trainierte er ab Dezember 1990 bis zum nächsten Sommer den Drittligisten İstanbulspor. Anschließend trainierte er eine Vielzahl von Vereinen der TFF 1. Lig, TFF 2. Lig und TFF 3. Lig, blieb aber dabei weitestgehend ohne nennenswerte Erfolge.

## Erfolge

### Als Spieler
Mit Adanaspor
- Tabellenvierter der Süper Lig: 1974/75, 1975/76

Mit Zonguldakspor
- Tabellendritter der Süper Lig: 1979/80

Mit Fenerbahçe Istanbul
- Tabellendritter der Süper Lig: 1. Lig 1981/82
- Marinepokalsieger: 1981/82
- TSYD-Istanbul-Pokalsieger: 1980/81

Mit Mersin İdman Yurdu
- Türkischer Pokalfinalist: 1982/83

Mit Zeytinburnuspor
- Meister der TFF 1. Lig und Aufstieg in die Süper Lig: 1988/89